# Thule (oudheid)

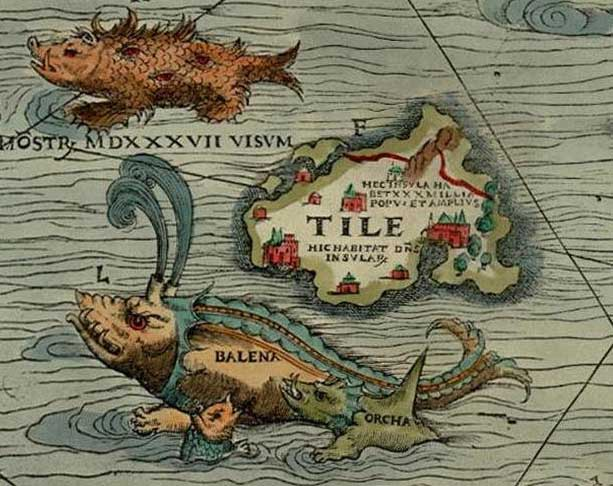
Thule als Tile op de Carta Marina van Olaus Magnus.

Thule of Ultima Thule was een benaming in de oudheid voor het 'uiterste Noorden', de uiterste grens van de bekende wereld.

## Prehistorie
Technisch zou het mogelijk zijn geweest in het 1e millennium v. Chr. (= voor Christus) van Brittannië of Ierland naar IJsland te varen. Aan de richting van de vluchten van migrerende vogels zou men hebben kunnen observeren dat zij van het ene land naar een noordelijker gelegen gebied vlogen. Er is bewijs dat mensen in het 3e millennium voor Christus naar Shetland voeren en gedomesticeerde dieren en granen mee terug brachten. In het 1e millennium v. Chr. kwamen metaalbewerkers naar Shetland. Reizen via zee was normaal en van belang, maar lang beperkte men zich tot het varen langs een zichtbare kustlijn. Zonder kompas of zeekaarten was zeevaart een groot risico. Sterrenkunde bood echter wel een houvast.  
Rond 3000 v. Chr. hadden plaatselijke gemeenschappen al belangstelling voor astronomie en richtten ze steencirkels op op onder meer de Britse eilanden Lewis en Orkney. Ook tombes als Maes Howe op Orkney, die op een lijn stonden met de ondergaande zon tijdens het midwinter solstitium, Stones of Stenness en de lijnen van Callanish dateren uit die periode. Mogelijk ontdekten deze mensen al noordelijker gelegen land. Het is mogelijk dat de Griek Pytheas, de astronoom, deze oude monumenten gezien heeft tijdens zijn reis.

## Oudheid
De term werd gebruikt door dichters en filosofen van het vroege Romeinse Keizerrijk, zoals Seneca en Vergilius. Over haar bestaan werd onder meer gedebatteerd door Polybius en Strabo.
De naam was afkomstig van de Griekse zeevaarder en geograaf Pytheas van Massalia. Hij zou vanaf Groot-Brittannië naar Thule gevaren zijn, dat volgens hem het verste van alle landen was. Waar zijn Thule lag, is niet duidelijk. IJsland, de Shetlandeilanden, de Orkneyeilanden en Noorwegen zijn alle mogelijke kandidaten. Pytheas vermeldde een plek waar de schaduw van de zon minder was dan 3 cubit hoog. Hipparchus berekende een dag van 19 uur en een 61° breedtegraad, wat samen zou vallen met het uiterste noorden van Shetland. Er was in de oudheid een sterke traditie dat Pytheas beweerde de reis van zes dagen naar het noorden, naar de grens van de wereld, zelf gemaakt te hebben om de astronomische wonderen van Thule zelf te aanschouwen. Zo meldde Cleomedes (2e eeuw), dat Pytheas zelf in Thule was geweest. 
Polybius gaf voorbeelden van wat hij van Pytheas' reisverslag niet aanvaardde, zoals dat bij Thule noch aarde, noch zee en mist bestonden, maar een mix daarvan, als een 'zeelong' (pleumōn thalassios, betekent ook zeekwal), waarin aarde en zee en alles is samengebracht, een ketting van het geheel, dat in een vorm bestaat waar men te voet of per schip niet doorheen komt.
Strabo vermeldt dat Thule het meest noordelijker gelegen was van alle benoemde plaatsen. Volgens hem beweerde Pytheas dat Thule zes dagen over de zee van Brittannië gelegen was en in de buurt van de bevroren zee. Pytheas zou zelf de 'long' hebben gezien, maar van andere dingen van horen zeggen hebben gesproken (Geographika, 2,4,1).
Ook de Romeinse historicus Tacitus vermeldt, in zijn biografie van Agricola, het eiland Thule. Hij verwijst niet naar IJsland, maar vrijwel zeker naar Mainland, een van de Orkneyeilanden. Volgens Cunliffe geloofde Tacitus dat Shetland Thule was.
Plinius de Oudere vermeldde dat er op Thule zes maanden lang zowel dagen als nachten achtereen waren. Plinius schreef die bewering toe aan Pytheas. Ook Plinius noemt de zes-daagse reis naar Thule, dat hij Tyle noemt, en de eendaagse reis naar de bevroren zee, die sommigen Cronische zee noemen. Plinius noemt in zijn Naturalis Historia (2,186 en 4,104) zes maanden dag in de zomer en zes maanden nacht in de winter in verband met Thule.
Volgens Geminus, die in de 1e eeuw op Rodos studeerde, bestonden er alleen onder de polen perioden van zes maanden daglicht en zes maanden duisternis (Introductie tot Hemelse Verschijnselen)

## Middeleeuwen
Ook in de middeleeuwen werd de naam Thule wel gebruikt en stond in die tijd met zekerheid voor IJsland. In het Schots-Gaelisch is Innis Tìle, oftewel 'het eiland Thule', zelfs nu nog de gangbare naam voor IJsland.
Bede (8e eeuw) geloofde dat IJsland Thule was, toen hij reizigers beschreef die van Thule in Ierland aankwamen. Rond 825 schreef de Ierse geleerde-monnik, begaafd geograaf en astronoom, Dicuil, die aan de Frankische hoven werkte van Karel de Grote en Lodewijk de Vrome, zijn De Mensura Orbis Terrae. Een van zijn bronnen was een woordelijk verslag van een groep geestelijken, die dertig jaar eerder, in 795, naar IJsland waren gereisd. Ze verbleven er van 1 februari tot 1 augustus. Als Dicuil het verhaal opnieuw vertelt, laat hij het in een voorwoord voorafgaan door een korte discussie over Thule, zoals het gebied gezien werd door Latijnse schrijvers als Plinius de Oudere, Isidoor van Sevilla en Solinus, die allen geloofden dat Thule een afgelegen eiland was ten noordwesten van Brittannië. Volgens de groep geestelijken, die naar IJsland waren geweest, was de zee, op een dag zeilen in noordelijke richting van het eiland vandaan, bevroren. Reizen van en naar IJsland was niet ongewoon in die tijd. Er waren Ierse monniken op IJsland gevestigd voor de Vikingen rond 860 aankwamen uit Noorwegen. Die Vikingen vonden boeken, bellen en kruizen, die de monniken achterlieten tijdens hun vlucht voor de heidenen. Monniken begonnen, volgens Dicuil, rond 700 met boten van huiden de eenzaamheid van afgelegen plaatsen op te zoeken. Volgens Dicuil was Plinius' verhaal over zes maanden dag en zes maanden nacht incorrect, omdat die op IJsland niet voorkwamen.
Op IJsland zijn drie Romeinse munten gevonden uit de 3e eeuw n. Chr., die veel later daar terecht kunnen zijn gekomen.

## Arische ras
In hun zoektocht naar de oorsprong van het superieur gewaande Arische ras beschouwden naziarcheologen (onder wie Karl Haushofer) van het esoterische Thulegenootschap het mythische Ultima Thule als het Noordse equivalent van de verdwenen beschaving van Atlantis. Volgens ariosoof Lanz von Liebenfels zou Thule bewoond zijn geweest door een (hyperboreaans) ras van supermensen die door middel van magische krachten verbonden waren met de kosmos.

## Trivia
- De Nederlandse schrijfster Thea Beckman schreef een sciencefiction trilogie over een fictief Thule. In deze romans is Thule de naam van Groenland na de Derde Wereldoorlog.
- De Duitse dichter Johann Wolfgang Goethe schreef een gedicht over de koning van het land Thule: Der König in Thule.
- De stad Qaanaaq in het noordwesten van Groenland heette voorheen Thule en was vernoemd naar deze mythische noordelijkste plaats op aarde.
- De Amerikaanse luchtmachtbasis bij die plaats heet nog steeds naar Thule.